# Miriam Leitão
Miriam Leitão (née à Caratinga, le 7 avril 1953) est une journaliste et présentatrice de télévision brésilienne. Elle travaille à Rede Globo.

## Biographie
Née à Caratinga, au Minas Gerais, elle est la fille de Mariana et Uriel de Almeida Leitão. Elle est diplômée de l'Université de Brasília.
En 1972, alors qu'elle est enceinte, elle est physiquement et psychologiquement torturée par des membres du régime militaire au Brésil. Elle est alors militante du Parti communiste du Brésil,.

## Carrière
Au long de sa trajectoire professionnelle, elle travaille à Jornal do Brasil, O Globo, Folha de S.Paulo, O Estado de S. Paulo, Gazeta Mercantil, Veja, CBN et les émissions journalistiques de Rede Globo.
Elle est journaliste à Grupo Gobo dès 1991. Elle se spécialise en journalisme économique.

## Distinctions
Elle reçoit le prix de la Presse Féminine en neuf occasions. Son livre Saga Brasileira: A longa luta de um povo por sua moeda est vainqueur du Prix Jabuti, en 2012.